# Rosema simillima
Rosema simillima är en fjärilsart som beskrevs av Max Wilhelm Karl Draudt 1934. Rosema simillima ingår i släktet Rosema och familjen tandspinnare. Inga underarter finns listade.